# Norberto Fontana
Norberto Edgardo Fontana, argentinski dirkač Formule 1, * 20. januar 1975, Arrecifes, Buenos Aires, Argentina.

## Življenjepis
Svojo kariero je začel v prvenstvu Nemške Formule 3, kjer je v sezoni 1995 osvojil naslov prvaka. Nato se je preselil v prvenstvo Formule Nippon, kjer je v sezoni 1996 osvojil peto mesto v prvenstvu z eno zmago. V naslednji sezoni 1997 je s prav tako eno zmago zasedel tretje mesto v prvenstvu, v sezoni 1998 pa četrto. ob tem je v sezoni 1997 nastopil na svojih edinih štirih dirkah Formule 1 v karieri. Ob enem odstopu je dosegel najboljša rezultata z devetima mestoma na dirkah za Veliki nagradi Velike Britanije in Nemčije. V sezoni 1999 je dirkal v prvenstvu Formule 3000 in zasedel petnajsto mesto v prvenstvu s štirimi točkami. V Formuli 3000 je nastopil še na treh dirkah v sezoni 2001, ko pa je končal brez točk in se za tem tudi upokojil kot dirkač.

## Popolni rezultati Formule 1
(legenda) (odebeljene dirke pomenijo najboljši štartni položaj, poševne pa najhitrejši krog, †-uvrščen kljub odstopu)
| Leto | Moštvo                   | Šasija     | Motor        | 1   | 2   | 3   | 4   | 5   | 6   | 7   | 8       | 9    | 10    | 11  | 12  | 13  | 14  | 15  | 16  | 17    | Prv | Toč |
| ---- | ------------------------ | ---------- | ------------ | --- | --- | --- | --- | --- | --- | --- | ------- | ---- | ----- | --- | --- | --- | --- | --- | --- | ----- | --- | --- |
| 1997 | Red Bull Sauber Petronas | Sauber C16 | Petronas V10 | AVS | BRA | ARG | SMR | MON | ŠPA | KAN | FRA Ret | VB 9 | NEM 9 | MAD | BEL | ITA | AVT | LUK | JAP | EU 14 | -   | 0   |